# جولي داش
جولي داش (بالإنجليزية: Julie Dash)‏‏ (22 أكتوبر 1952 في لونغ آيلاند سيتي - ) مخرجة أفلام، وروائية، وكاتِبة من الولايات المتحدة.

## الجوائز
- زمالة غوغنهايم
- جائزة كانديس  [لغات أخرى]‏

## روابط خارجية
- جولي داش على موقع IMDb (الإنجليزية)
- جولي داش على موقع ألو سيني (الفرنسية)
- جولي داش على موقع أول موفي (الإنجليزية)
- جولي داش على موقع إن إن دي بي (الإنجليزية)
- جولي داش على موقع قاعدة بيانات الفيلم (الإنجليزية)
- جولي داش على موقع كينوبويسك (الروسية)